# 八星報喜
《八星報喜》是1988年上映的香港喜劇電影，由杜琪峰執導，周润发、張學友、钟楚红、郑裕玲主演。香港票房三千七百萬港元，為該年香港電影票房冠軍。

## 劇情
一次電話線故障，促成方氏三兄弟的三段姻緣。大哥方劍輝（黃百鳴 飾）品性敦厚，與失婚婦人吳芬芳（馮寶寶 飾）由冤家發展成戀人；生性風流的二哥方劍郎（周潤發 飾）瞞著女友飄紅（鄭裕玲 飾），與熱情如火的美麗（鍾楚紅 飾）迅即擦出火花；三弟方劍笙（張學友 飾）性格害羞，與在公園邂逅的開朗少女瑩瑩（袁潔瑩 飾）萌芽出一段細水長流的純潔愛情。
三段姻緣來得意外，結局卻各有不同……

## 演員
| 演員     | 角色             | 粵語配音 | 備註                                 |
| 周潤發   | 方劍郎           | 周潤發   | 方氏三兄弟的二哥                     |
| 黃百鳴   | 方劍輝           | 黃百鳴   | 方氏三兄弟的大哥                     |
| 張學友   | 方劍笙           | 黃志成   | 方氏三兄弟的三弟                     |
| 鄭裕玲   | 鄭飄紅           | 鄭裕玲   | 方劍郎女友                           |
| 鍾楚紅   | Beautiful        | 鍾楚紅   | 和方劍郎偷情                         |
| 馮寶寶   | 吳芬芳           |          |                                      |
| 袁潔瑩   | 袁瑩瑩           |          | 和方劍笙萌芽出一段細水長流的純潔愛情 |
| 李香琴   | 袁瑩瑩母         | 李香琴   |                                      |
| 周文健   | 史泰龍           | 陳欣     | 追求袁瑩瑩                           |
| 曹查理   | 副機師長         | 盧雄     | 追求鄭飄紅                           |
| 鄭丹瑞   | Beautiful男友    | 鄭丹瑞   |                                      |
| 黃坤玄   | 明仔（吳芬芳兒） |          |                                      |
| 泰迪羅賓 | 吳芬芳夫         |          |                                      |

## 電影歌曲

### 主題曲
| 歌名           | 演唱者 | 作曲           | 填詞   |
| 〈人人望放假〉 | 張學友 | Johann Strauss | 黃百鳴 |

## 獎項
| 年份 | 頒獎典禮            | 獎項       | 名字 | 結果 |
| ---- | ------------------- | ---------- | ---- | ---- |
| 1989 | 第8屆香港電影金像獎 | 十大華語片 |      | 獲獎 |

## 外部連結
- 香港影庫上《八星報喜》的資料（繁體中文）
- 開眼電影網上《八星報喜》的資料（繁體中文）
- 豆瓣电影上《八星報喜》的資料 （简体中文）
- 时光网上《八星報喜》的資料（简体中文）
- AllMovie上《八星報喜》的资料（英文）
- 爛番茄上《八星報喜》的資料（英文）
- 互联网电影数据库（IMDb）上《八星報喜》的资料（英文）